# Конрой, Кевин
Кевин Конрой (англ. Kevin Conroy; 30 ноября 1955, Уэстбери, Нью-Йорк, США — 10 ноября 2022, Манхэттен, Нью-Йорк) — американский актёр театра, кино, телевидения и озвучивания, приобретший наибольшую популярность в качестве голоса Бэтмена в популярном мультсериале 1990-х «Бэтмен» и во многих других анимационных сериалах и фильмах Анимационной вселенной DC. Прославившись своим исполнением Бэтмена, Конрой сыграл его в нескольких фильмах DC Universe Animated Original Movies; а также в популярной серии видеоигр, среди которых Batman: Arkham Asylum (2009), Batman: Arkham City (2011), Batman: Arkham Knight (2015) и Suicide Squad: Kill the Justice League (2024).

## Ранняя жизнь
Родился в Уэстбери, штат Нью-Йорк. В возрасте 11 лет Конрой переехал в Уэстпорт, штат Коннектикут. В 1973 перебрался в Нью-Йорк, будучи зачисленным в Джульярдскую школу, где он учился под руководством актёра Джона Хаусмана. В течение учёбы был близок к тому, чтобы жить вместе с будущим исполнителем роли Супермена Кристофером Ривом, но вместо этого его поселили с Робином Уильямсом, учившимся в одной труппе с Конроем и Келси Грэммером.

## Личная жизнь
На сайте filmreference он указан как состоящий в браке и имеющий ребёнка, однако он сам в 2016 году заявил, что он холост и, более того, является геем.
Конрой умер в больнице Маунт-Синай в Нью-Йорке от рака кишечника 10 ноября 2022 года в возрасте 66 лет. Среди людей, отдавших ему дань уважения, были Марк Хэмилл, Тара Стронг, Андреа Романо, Клэнси Браун, Пол Дини и Джеймс Ганн.

## Карьера
В 1980 решает попробовать себя в телевидении и переезжает в Калифорнию. Он получает роль в ежедневной мыльной опере Другой мир. В Old Globe Theatre, Сан-Диего, он исполняет роль Гамлета в постановке Сон в летнюю ночь. С 1980 по 1985 он выступает в различных классических и современных театрах, включая Бродвейскую постановку Eastern Standard и Лолиту в адаптации Эдварда Элби. В 1984 он вновь исполняет роль Гамлета на Нью-Йоркском Шекспировском фестивале. Затем он возвращается на телевидение в рамках телевизионного фильма 1985 года Covenant и в телесериале Search for Tomorrow. Также он снимался в Охаре в 1987 и в роли командира в Служебной командировке с 1987 по 1988, прежде чем сняться в череде телефильмов. Изначально, получив роль одного из основных персонажей сериала, был её лишён в процессе съёмок на Гавайях. По этой причине он некоторое время зарабатывал написанием портретов туристов в Гонолулу. Затем он появился в качестве приглашённого гостя в проектах Весёлая компания, Династия, Search for Tomorrow, Мэтлок и Мерфи Браун.
Получил небольшую роль в Братья Вентура в качестве голоса капитана Саншайна — карикатуры на Бэтмена и Супермена.

### Голос Бэтмена
Как актёр озвучки Кевин Конрой получил известность за роль своей жизни — популярнейший мультсериал Бэтмен (1992—1995). Он продолжил свою роль в последующих спин-оффах The New Batman Adventures (1997—1999), Бэтмен будущего (1999—2001), Лига справедливости (2001—2004) и Лига справедливости: Без границ (2004—2006), объединяемых в единую Анимационную вселенную DC (DCAU). В рамках этой вселенной он также сыграл в анимационном фильме Бэтмен: Маска Фантазма (1993) и DVD-фильмах Бэтмен и Мистер Фриз (1998), Бэтмен будущего: Возвращение Джокера (2000) и Бэтмен: Тайна Бэтвумен (2003). Он также озвучил Бэтмена в качестве приглашённой звезды в мультсериалах Супермен (мультсериал), Статический шок и Проект Зета.
Конрой отметился тем, что он стал первым исполнителем роли Бэтмена в анимации, использующим раздельные голоса для Бэтмена и Брюса Уэйна, что впервые до него было сделано Майклом Китоном в фильме Тима Бёртона «Бэтмен». В образе Бэтмена Конрой появлялся дольше, чем какой-либо из других исполнителей этой роли. Вне DCAU Конрой вернулся к роли анимационных DVD-фильмов DC Universe Animated Original Movies: Бэтмен: Рыцарь Готэма (2008), Супермен/Бэтмен: Враги общества (2009), Superman/Batman: Apocalypse (2010), Лига Справедливости: Гибель (2012), Лига Справедливости: Парадокс источника конфликта (2013) и Бэтмен: Нападение на Аркхэм (2014).
После взрывов 11 сентября в Нью-Йорке Конрой в качестве добровольной помощи готовил для офицеров и пожарных. В комментариях к Batman: Gotham Knight Конрой вспомнил, как удивился реакции на своё присутствие со стороны работников скорой помощи. Там он не преминул использовать «голос Бэтмена», чтобы произнести во время готовки свою коронную фразу: «Я — возмездие! Я — ночь! Я — БЭТМЕН!» (из эпизода «Nothing to Fear» в мультсериале Batman: The Animated Series). Эта фраза была встречена рукоплесканием со стороны персонала, многие из которых были поклонниками мультсериала 1990-х. Конрой признался, что был очень смущён и глубоко тронут такой реакцией.
Перед выходом фильма Тёмный рыцарь: Возрождение легенды Конрой озвучил слова Кристиана Бэйла для анимационной версии одного из трейлеров фильма.
Он вновь вернулся к роли Бэтмена в популярнейших играх Batman: Arkham Asylum (2009) и Batman: Arkham City (2011), приобретя ещё большую известность в фанатских кругах. На выставке Dallas Comic Con 2013 Конрой отметил, что работал над следующим проектом франшизы. Однако в июне 2013 года выяснилось, что в игре Batman: Arkham Origins молодой Тёмный Рыцарь будет озвучен Роджером Крейгом Смитом. 4 марта 2014 года оказалось, что «следующим проектом» для Конроя оказалась заключительная игра линейки Batman: Arkham Knight.
В 2019 году Конрой наконец сыграл Брюса Уэйна вживую в кроссовере Кризис на бесконечных Землях в рамках Вселенной Стрелы. Он сыграл альтернативную версию Уэйна с одной из параллельных Земель. В костюме Бэтмена он так и не предстал на экране, поскольку его персонаж сильно ослаб здоровьем и был вынужден постоянно ходить в поддерживающем экзоскелете. Роль, отведённая Конрою в кроссовере, понравилась не всем фанатам, но использование его иконного голоса всех привело в восторг.

## Фильмография

### Телевидение
| Год       | Название                        | Роль                   | Примечания                                                              |
| --------- | ------------------------------- | ---------------------- | ----------------------------------------------------------------------- |
| 1978      | Как клеить девочек!             | Бартендер              | Телефильм                                                               |
| 1980      | Другой мир                      | Джерри Гроув           | (2 эпизода)                                                             |
| 1982      | Рождена красивой                | Стэн                   | Телефильм                                                               |
| 1982      | Сон в летнюю ночь               | Лисандер               | Телефильм                                                               |
| 1983      | Красивая любовь                 | Фил                    | Телефильм                                                               |
| 1983      | Кеннеди                         | Тэд Кеннеди            | Мини-сериал                                                             |
| 1984      | Джордж Вашингтон                | Джон Лоуренс           | Мини-сериал; 1 эпизод                                                   |
| 1984—1985 | В поисках завтрашнего дня       | Чейз Кэнделл           | (4 эпизода); «Эпизод 8556», «Эпизод 8574», «Эпизод 8669», «Эпизод 8670» |
| 1985      | Договор                         | Стивен                 | Телефильм                                                               |
| 1985—1986 | Династия                        | Бэрт Фолмонт           | 8 эпизодов                                                              |
| 1986      | Мэтлок                          | Кларк Хэррисон         | (1 эпизод); «The Affair»                                                |
| 1986      | Кей О’Брайэн                    | Дэвид                  | (1 эпизод); «Princess of the City»                                      |
| 1986      | Спенсер                         | Галахер                | (1 эпизод); «Shadowsight»                                               |
| 1987      | Охара                           | Капитан Ллойд Хэмилтон | 11 эпизодов                                                             |
| 1987—1988 | Служебная командировка          | Капитан Расти Уоллес   | 12 эпизодов                                                             |
| 1988      | Инстинкт убийцы                 | Доктор Стивен Нельсон  | Телефильм                                                               |
| 1990      | Мы так гордо славим             | Френсис Кросби         | Телефильм                                                               |
| 1989—1990 | Весёлая компания                | Дэрил Мид              | (2 эпизода); «The Ghost & Mrs. LeBec», «Death Takes a Holiday on Ice»   |
| 1990      | Лицо страха                     | Френк Дуайт Боллинджер | Телефильм                                                               |
| 1990      | WIOU                            | Ленни Любински         | (1 эпизод); «Pilot»                                                     |
| 1991      | Мерфи Браун                     | Роджер Харрис          | (1 эпизод); «Terror on the 17th Floor»                                  |
| 1991      | Привет, дорогая, я мёртв        | Брэд Стадлер           | Телефильм                                                               |
| 1992      | Rachel Gunn, R.N.               | Доктор Дэвид Данкл     | Главная роль; 13 эпизодов                                               |
| 1992      | Тайная страсть Роберта Клэйтона | Хантер Рой Эванс       | Телефильм                                                               |
| 1992      | Battle in the Erogenous Zone    | Мондо Рэй              | Мини-фильм                                                              |
| 1994      | Island City                     | Полковник Том Вальдун  | Телефильм                                                               |
| 1995      | Офис                            | Стив Джилман           | 6 эпизодов                                                              |
| 2015      | Island of the Mega Shark        | Рассказчик             | (1 эпизод)                                                              |
| 2019      | Флэш                            | Брюс Уэйн с Земли-99   | (1 эпизод)                                                              |

### Телевидение (анимация)
| Year      | Title                              | Role                                                                              | Notes |
| --------- | ---------------------------------- | --------------------------------------------------------------------------------- | --- |
| 1992—1995 | Бэтмен                             | Брюс Уэйн/Бэтмен/дополнительные голоса                                            | Главная роль; 85 эпизодов                                                                                         |
| 1996      | The Real Adventures of Jonny Quest | Хардман                                                                           | (1 эпизод); «Manhattan Maneater»                                                                                  |
| 1997—1999 | The New Batman Adventures          | Брюс Уэйн/Бэтмен/Бандит                                                           | Главная роль; 24 эпизода                                                                                          |
| 1997—1999 | Супермен                           | Брюс Уэйн/Бэтмен                                                                  | (5 эпизодов); - «World’s Finest» (части 1—3) - «Knight Time» - «The Demon Reborn»                                 |
| 1999—2001 | Бэтмен будущего                    | Брюс Уэйн                                                                         | Основная роль; 48 эпизодов                                                                                        |
| 2001      | Проект Зета                        | Брюс Уэйн                                                                         | (1 эпизод); «Shadows»                                                                                             |
| 2001—2004 | Лига справедливости (мультсериал)  | Брюс Уэйн/Бэтмен/Техник/Коп/Мирный житель/Лорд Бэтмен/Верховный советник Танагара | Основная роль; 37 эпизодов                                                                                        |
| 2002—2004 | Статический шок                    | Брюс Уэйн/Бэтмен                                                                  | (5 эпизодов); - «The Big Leagues» - «Hard as Nails» - «A League of Their Own» (Part 1—2) - «Future Shock»         |
| 2004—2006 | Лига Справедливости: Без Границ    | Брюс Уэйн/Бэтмен/Джо Чилл/Crimson Avenger (Lee Travis)/Пилот/Офицер патруля       | Основная роль; 18 эпизодов; исполнил песню «Am I Blue?» в эпизоде «This Little Piggy»                             |
| 2006      | The Batman                         | Джон Грейсон                                                                      | (1 эпизод); «A Matter of Family»                                                                                  |
| 2008      | Бен-10: Инопланетная сила          | Белликус/Воитель #2                                                               | (1 эпизод); «X Equals Ben Plus 2»                                                                                 |
| 2010      | Бэтмен: Отважный и смелый          | Бэтмен c Зур-Эн-Арр/Призрачный Странник                                           | (2 эпизода) - «The Super-Batman of Planet X!» (Бэтмен с Зур-Эн-Арр) - «Chill of the Night!» (Призрачный Странник) |
| 2009—2013 | The Venture Bros.                  | Капитан Саншайн                                                                   | (2 эпизода); - «Handsome Ransome» - «Bot Seeks Bot»                                                               |
| 2013      | Tales of Metropolis                | Брюс Уэйн/Бэтмен                                                                  | (1 эпизод); «Lois Lane»                                                                                           |
| 2014      | Batman Beyond                      | Брюс Уэйн                                                                         | Короткометражка                                                                                                   |
| 2014      | Batman: Strange Days               | Брюс Уэйн/Бэтмен                                                                  | Короткометражка                                                                                                   |
| 2015      | Turbo FAST                         | Стингер                                                                           | (1 эпизод); «The Sting of Injustice»                                                                              |
| 2019      | Скуби-Ду и угадай кто?             | Брюс Уэйн/Бэтмен                                                                  | (1 эпизод); «What a Night, For a Dark Knight!»                                                                    |
| 2025      | Devil May Cry                      | Уильям Бейнс                                                                      | Посмертный релиз. Последняя роль в карьере.                                                                       |

### Фильмы
| Year | Title                                       | Role             | Notes                |
| ---- | ------------------------------------------- | ---------------- | -------------------- |
| 1992 | Chain of Desire                             | Джо              |                      |
| 2013 | Necessary Evil: Super-Villains of DC Comics | Самого себя      |                      |
| 2013 | I Know That Voice                           | Самого себя      |                      |
| 2014 | Russian Yeti: The Killer Lives              | Рассказчик       | Документальный фильм |
| 2016 | Йоганутые                                   | Канадский Бэтмен |                      |

### Фильмы (анимационные)
| Year | Title                                             | Role                        | Notes                                                              |
| ---- | ------------------------------------------------- | --------------------------- | ------------------------------------------------------------------ |
| 1993 | Бэтмен: Маска Фантазма                            | Брюс Уэйн/Бэтмен            |                                                                    |
| 1998 | Бэтмен и Мистер Фриз                              | Брюс Уэйн/Бэтмен            | DVD-фильм                                                          |
| 2000 | Бэтмен будущего: Возвращение Джокера              | Брюс Уэйн/Бэтмен            | DVD-фильм                                                          |
| 2003 | Бэтмен: Тайна Бэтвумен                            | Брюс Уэйн/Бэтмен            | DVD-фильм                                                          |
| 2005 | The Complete Robin Storyboard Sequence            | Брюс Уэйн/Бэтмен            | DVD-фильм                                                          |
| 2008 | Бэтмен: Рыцарь Готэма                             | Брюс Уэйн                   | DVD                                                                |
| 2009 | Супермен/Бэтмен: Враги общества                   | Брюс Уэйн/Бэтмен            | DVD-фильм                                                          |
| 2010 | Супермен/Бэтмен: Апокалипсис                      | Брюс Уэйн/Бэтмен            | DVD-фильм                                                          |
| 2012 | Лига Справедливости: Гибель                       | Брюс Уэйн/Бэтмен            | DVD-фильм                                                          |
| 2013 | Jay & Silent Bob's Super Groovy Cartoon Movie     | Мэр Редбенка                |                                                                    |
| 2013 | Лига Справедливости: Парадокс источника конфликта | Брюс Уэйн/Бэтмен            | DVD-фильм                                                          |
| 2014 | Бэтмен: Нападение на Аркхэм                       | Брюс Уэйн/Бэтмен            | DVD-фильм                                                          |
| 2015 | Бэтмен против Робина                              | Томас Уэйн                  | DVD-фильм                                                          |
| 2016 | Бэтмен: Убийственная шутка                        | Брюс Уэйн/Бэтмен            | DVD                                                                |
| 2017 | Бэтмен и Харли Квинн                              | Брюс Уэйн/Бэтмен            |                                                                    |
| 2024 | Лига Справедливости: Кризис на Бесконечных Землях | Брюс Уэйн/Бэтмен (Земля-12) | Последняя роль в качестве Бэтмена после смерти актера в 2022 году. |

### Видеоигры
| Год  | Название                               | Роль                        | Примечание    |
| ---- | -------------------------------------- | --------------------------- | ------------- |
| 1994 | The Adventures of Batman & Robin       | Брюс Уэйн/Бэтмен            | Sega CD       |
| 1999 | Crusaders of Might and Magic           | Дрейк                       |               |
| 2001 | Batman: Vengeance                      | Брюс Уэйн/Бэтмен            |               |
| 2001 | Jak & Daxter: The Precursor Legacy     | Олли «Рыбак»                |               |
| 2003 | Max Payne 2: The Fall of Max Payne     | Лорд Джек/Уборщик/Спецназ   |               |
| 2003 | Batman: Rise of Sin Tzu                | Брюс Уэйн/Бэтмен            |               |
| 2003 | Lords of EverQuest                     | Лорд Паласа                 |               |
| 2009 | Batman: Arkham Asylum                  | Брюс Уэйн/Бэтмен/Томас Уэйн |               |
| 2011 | DC Universe Online                     | Брюс Уэйн/Бэтмен            |               |
| 2011 | Batman: Arkham City                    | Брюс Уэйн/Бэтмен/Хаш        |               |
| 2011 | Batman: Arkham City Lockdown           | Брюс Уэйн/Бэтмен            |               |
| 2012 | Harley Quinn's Revenge                 | Брюс Уэйн/Бэтмен            |               |
| 2013 | Injustice: Gods Among Us               | Брюс Уэйн/Бэтмен            |               |
| 2015 | Infinite Crisis                        | Брюс Уэйн/Бэтмен            | [ 30 ] [ 31 ] |
| 2015 | Batman: Arkham Knight                  | Брюс Уэйн/Бэтмен/Хаш        |               |
| 2017 | Injustice 2                            | Брюс Уэйн/Бэтмен            |               |
| 2024 | Suicide Squad: Kill the Justice League | Брюс Уэйн/Бэтмен            |               |

## Театральные постановки
| Пьеса                  | Персонаж          | Место                          | Год                   |
| ---------------------- | ----------------- | ------------------------------ | --------------------- |
| Accounts               | ?                 | Гудзонская Гильдия             | ?                     |
| Come Back Little Sheba | ?                 | Roundabout Theatre             | ?                     |
| Смертельная ловушка    | Клиффорд Андерсон | (Бродвей)                      | 1979                  |
| Eastern Standard       | Питер Кидд        | Golden Theatre (Бродвей)       | 1989                  |
| Греки                  | Ахилл             | Hartford Stage                 | 1984                  |
| Гамлет                 | Лаэрт             | New York Shakespeare Festival  | 1984                  |
| Гамлет                 | Лаэрт             | Old Globe Theatre, San Diego   | ?                     |
| Король Лир             | Эдгар             | San Diego Shakespeare Festival | ?                     |
| Последний янки         | Ленни Хэмилтон    | Signature Theatre              | 30.12.1997—08.02.1998 |
| Лолита                 | ?                 | (Бродвей)                      | ?                     |
| Сон в летнюю ночь      | Лисандер          | New York Shakespeare Festival  | 1984                  |
| Сонь в летнюю ночь     | Лисандер          | Old Globe Theater, San Diego   | 1982                  |
| Mother Courage         | ?                 | ?                              | ?                     |
| Much Ado About Nothing | ?                 | San Diego Shakespeare Festival | ?                     |